# Ulysses Moore
Ulysses Moore is een serie kinderboeken geschreven door de Italiaanse schrijver Pierdomenico Baccalario. In Italië zijn de boeken uitgegeven door Il Battelo A Vapore en in België door Baeckens Books. Er zijn achttien boeken waarvan de eerste twaalf zijn vertaald en uitgegeven. De boeken dertien t/m achttien zijn al uitgegeven in Italië, maar nog niet vertaald naar het Nederlands.  De eerste zes vormen de eerste serie; de tweede reeks omvat het zevende tot en met het twaalfde boek. Het dertiende boek speelt zich af twee jaar na de gebeurtenissen uit de tweede serie en is het begin van de derde serie. Het verhaal speelt zich gedeeltelijk af in deze tijd en gedeeltelijk in het verleden. In deze tijd speelt het zich af in Venetië, een fictief dorpje in Cornwall, Kilmore Cove, en in de Pyreneeën. De plaats Zennor in de boeken bestaat daarentegen wel.

## Tussen de verschillende reeksen
In Ulysses Moore 4: Het Eiland Van De Maskers wordt door Juffrouw Calypso een verwijzing gemaakt naar een roman, Century. Ook in Ulysses Moore 6: De Eerste Sleutel wordt door Priester Johannes verwezen naar iets wat om de honderd jaar moet vernieuwd worden. Dit is een verwijzing naar Baccalario's andere, vierdelige serie Century. In Ulysses Moore 7: De Verborgen Stad zegt een van de gebroeders Forbice dat het in New York beter vertoeven was. Dan wordt de naam genoemd van Spokenbureau Will Moogley , een andere serie van Baccalario die nu vertaald wordt. Ook worden er doorheen de hele tweede reeks verwijzingen gemaakt naar de eerste reeks, doordat die nu in boekvorm verschenen is en Tommi de boeken gelezen heeft. Bovendien komt ook De Vertaler nu in de reeks voor.

## De serie in een tabel
Hieronder een overzicht van de Ulysses Moore-serie. De boeken 1 tot en met 12 zijn in België uitgegeven. Behalve van boek 1 zijn alle boektitels regelrecht uit het Italiaans vertaald; La Porta del Tempo = De Tijdsdeur. De Ulysses Moore-serie bestaat uit drie deelseries: boek 1 tot en met boek 6 is een serie, vanaf boek 7 begint de tweede serie en het dertiende boek is het begin van de derde serie.
| Serie + deel in serie | Boek    | Naam                                  | Italiaanse naam                    | Speelt zich af in...                                                                         | samenvatting                                                                                      |
| --------------------- | ------- | ------------------------------------- | ---------------------------------- | -------------------------------------------------------------------------------------------- | ------------------------------------------------------------------------------------------------- |
| Serie 1, deel 1       | boek 1  | Het Geheim van Villa Argo             | La Porta Del Tempo                 | Kilmore Cove, 21e eeuw                                                                       | Jason Julia en Rick proberen de raadsels in Villa Argo op te lossen.                              |
| Serie 1, deel 2       | boek 2  | De Winkel van de Vergeten Kaarten     | La Bottega Delle Mappe Dimenticate | Kilmore Cove - Punt, ca. 1200 v. Chr.                                                        | Met de Metis varen ze naar Egypte voor aanwijzingen maar met veel gevaren.                        |
| Serie 1, deel 3       | boek 3  | Het Spiegelhuis                       | La Casa Degli Specchi              | Kilmore Cove                                                                                 | Ze proberen het spiegelhuis van Peter Dedadulus te redden.                                        |
| Serie 1, deel 4       | boek 4  | Het Eiland van de Maskers             | L'Isola Delle Maschere             | Kilmore Cove - Venetië, 18e eeuw                                                             | Ze gaan naar Venetië om Peter Dedadelus te zoeken.                                                |
| Serie 1, deel 5       | boek 5  | De Stenen Wachters                    | I Guardiani Di Pietra              | Kilmore Cove                                                                                 | Op zoek naar Black Vulcan reizen de kinderen met de trein naar de middeleeuwen.                   |
| Serie 1, deel 6       | boek 6  | De Eerste Sleutel                     | La Prima Chiave                    | Kilmore Cove - Tuin v. Priester Johannes, 12e eeuw                                           | Pas als de kinderen thuis waren ontdekten ze wie Ulysses Moore is.                                |
| Serie 2, deel 1       | boek 7  | De Verborgen Stad                     | La Città Nascosta                  | Venetië, Kilmore Cove, 21e eeuw                                                              | Anita Bloom besloot om naar Kilmore Cove te gaan en ze te ontmoeten.                              |
| Serie 2, deel 2       | boek 8  | De Meester van de Bliksem             | Il Maestro Di Fulmini              | Kilmore Cove, Londen, Italië en de Pyreneeën, 21e eeuw                                       | Ze besluiten het meisje te helpen en gaan naar het dorp genaamd "Arcadia"; "Het dorp dat sterft". |
| Serie 2, deel 3       | boek 9  | Het Labyrint van de Schaduw           | Il Labirinto D'Ombra               | Kilmore Cove, Arcadia (Pyreneeën), Italië, Labyrint, 21e eeuw                                |                                                                                                   |
| Serie 2, deel 4       | boek 10 | Het Land van IJs                      | Il Paese Di Ghiaccio               | Kilmore Cove, Italië, Agarthi (Himalaya), 21e eeuw                                           | Jason gaat naar Agarti, het land van ijs, om alle antwoorden te vinden op hun vragen.             |
| Serie 2, deel 5       | boek 11 | De Tuin van As                        | Il Giardino Di Cenere              | Kilmore Cove, Italië, Londen, Het Mysterieuze Eiland, Labyrint, 21e eeuw - Venetië, 18e eeuw |                                                                                                   |
| Serie 2, deel 6       | boek 12 | De Club van de Denkbeeldige Reizigers | Il Club Dei Viaggiatori Immaginari | Kilmore Cove, Italië, Londen, Labyrint, Venetië 18e eeuw                                     |                                                                                                   |
| Serie 3, deel 1       | boek 13 | Het schip van de tijd                 | La nave del tempo                  |                                                                                              |                                                                                                   |
| Serie 3, deel 2       | boek 14 | Reis in de donkere havens             | Viaggio nei porti oscuri           |                                                                                              |                                                                                                   |
| Serie 3, deel 3       | boek 15 | Piraten van denkbeeldige zeeën        | I pirati dei mari immaginari       |                                                                                              |                                                                                                   |
| Serie 3, deel 4       | boek 16 | Het eiland van rebellen               | L'Isola dei ribelli                |                                                                                              |                                                                                                   |
| Serie 3, deel 5       | boek 17 | Het uur van de strijd                 | L'ora della battaglia              |                                                                                              |                                                                                                   |
| Serie 3, deel 6       | boek 18 | De grote zomer                        | La grande estate                   |                                                                                              |                                                                                                   |

## Korte inhoud

### Ulysses Moore 1 (boek 1-6)
De eerste reeks van Ulysses Moore bestaat uit zes boeken: Het Geheim van Villa Argo (deel 1), De Winkel van de Vergeten Kaarten (deel 2), Het Spiegelhuis (deel 3), Het Eiland van de Maskers (deel 4), De Stenen Wachters (deel 5) en De Eerste Sleutel (deel 6).
De tweeling Jason en Julia Covenant verhuist van het drukke Londen naar Kilmore Cove. Kilmore Cove is een dorp in Cornwall waar behalve de bewoners eigenlijk niemand komt. Samen met hun ouders betrekken Julia en Jason een huis op een klif dat bekendstaat onder de naam "Villa Argo". De vorige eigenaar van het huis, een zekere Ulysses Moore, is kortgeleden overleden en de villa wordt verkocht. De enige inwoner van het domein is Nestor, de tuinman, die een eigen huisje heeft in de tuin. Hij onderhoudt ook Villa Argo zelf. Al snel bevrienden Jason en Julia een jongen uit het dorp van hun leeftijd: Rick Banner. Zijn vader is een aantal jaren geleden verdronken op zee. Maar Villa Argo is groot, en er gebeuren vreemde dingen. Wanneer Julia, Jason en Rick de villa te gaan verkennen, stuiten ze op een deur met vier sleutelgaten - maar de sleutels zijn nergens te vinden. Rick, Julia en Jason willen weten wat er achter deze vreemde deur schuilt. Het is het begin van een reeks avonturen die hen in hun eigen tijd dicht bij huis zal houden, in Kilmore Cove, en terug naar het verleden zal flitsen, naar oude en vergeten beschavingen. Het is het begin van een reeks avonturen die hen zal doen kennismaken met vele vrienden en vele vijanden. Het is het begin van een reeks avonturen met geheimen, mysteries, gevaren, oude vriendschappen en vijandigheden. Zal het Rick, Jason en Julia lukken om achter de waarheid te komen van Ulysses Moore en zijn Tijdsdeuren - of zullen ze juist het onderspit delven, en zal alles verloren gaan?

### Ulysses Moore 2 (boek 7- 12)
De tweede reeks van Ulysses Moore bestaat uit zes boeken: De Verborgen Stad (deel 7), De Meester van de Bliksem (deel 8), Het Labyrint van de Schaduw (deel 9), Het Land van IJs (deel 10), De Tuin van As (deel 11) en De Club van de Denkbeeldige Reizigers (deel 12). Er bestaan ook nog 4 andere delen maar die zijn nog niet vertaald.
Er zijn twee jaar voorbij gegaan. Jason, Julia en Rick hebben het geheim van de Tijdsdeuren en Ulysses Moore opgelost en Kilmore Cove is verlost van zijn vijanden. Maar weten ze écht wel alles? In Venetië vindt Anita Bloom een vreemd boekje: wanneer ze haar vingers op de tekeningen in de kadertjes legt met personen erop, kan ze communiceren met deze personen! Hoe is dat mogelijk? Na wat zoekwerk met haar vriend Tommi, die de boeken van de Ulysses Moore-reeks in zijn bezit heeft, beseft ze dat dit alles verband houdt met Kilmore Cove. Anita reist af naar het vergeten dorp in Cornwall en ontmoet er Jason, Julia,(de tweeling) Rick (De beste vriend van Jason en Julia) en Nestor. Zij kunnen uit eerste hand uitleggen welke avonturen ze beleefd hebben, en misschien wat er met dat vreemde boekje aan de hand is. Maar ook voor hen is het boekje een raadsel. Al snel begrijpen de vier kinderen dat het misschien iets te maken heeft met de Bouwers van de Tijdsdeuren. Er komen steeds meer vragen boven over het verleden wanneer Anita, Jason, Julia en Rick het avontuur opzoeken. Zullen ze nu toch eindelijk de antwoorden krijgen op al hun vragen, of blijven ze in het duister zitten? Zal alles goed komen, of zullen hun vijanden dit keer toch sterker blijken?  

### Ulysses Moore 3 (boek 13-18)
De derde reeks van Ulysses Moore bestaat uit 6 boeken: Het schip van de tijd (deel 13), Reis in de donkere havens (deel 14), Piraten van denkbeeldige zeeën (deel 15), Het eiland van rebellen (deel 16), Het uur van de strijd (deel 17), De grote zomer (deel 18). Opgelet: deze boeken zijn nog niet vertaald in het Nederlands.   